# غريغ سميث (سياسي أسترالي، مواليد 1960)
غريغ سميث (بالإنجليزية: Greg Smith)‏ هو سياسي أسترالي، ولد في 14 سبتمبر 1960 في ملبورن في أستراليا. انتخب Member of the Western Australian Legislative Council ‏ عن دائرة Mining and Pastoral Region ‏ (22 مايو 1997 – 21 مايو 2001).